# Tom és Jerry és Óz, a csodák csodája
A Tom és Jerry és Óz, a csodák csodája (eredeti cím: Tom and Jerry & The Wizard of Oz) 2011-ben megjelent amerikai 2D-s számítógépes animációs film, amely Tom és Jerry című videofilmsorozat hetedik része. Az animációs játékfilm rendezői Spike Brandt és Tony Cervone, producerei Bobbie Page és Judge Plummer. A forgatókönyvet Gene Grillo írta, a zenéjét Michael Tavera szerezte. A videofilm a Turner Entertainment és a Warner Bros. Animation gyártásában készült, a Warner Home Video forgalmazásában jelent meg. Műfaja zenés fantasy filmvígjáték. Amerikában 2011. augusztus 23-án, Magyarországon 2011. augusztus 24-én adták ki DVD-n.

## Szereplők
| Szereplő                               | Eredeti hang                       | Magyar hang                  |
| -------------------------------------- | ---------------------------------- | ---------------------------- |
| Tom                                    | N/A                                | N/A                          |
| Jerry                                  | N/A                                | N/A                          |
| Dorothy                                | Grey DeLisle Nikki Yanofsky (ének) | Gay Ágota                    |
| Óz, a varázsló                         | Joe Alaskey                        | Melis Gábor                  |
| Butch                                  | Joe Alaskey                        | Forgács Gábor                |
| Droopy                                 | Joe Alaskey                        | Lippai László                |
| Madárijesztő                           | Michael Gough                      | Görög László                 |
| Bádogember                             | Rob Paulsen                        | Karácsonyi Zoltán            |
| Gyáva oroszlán                         | Todd Stashwick                     | Orosz István                 |
| Em néni / Glinda                       | Frances Conroy                     | Réti Szilvia                 |
| Miss Gulch / Gonosz nyugati boszorkány | Laraine Newman                     | Pálos Zsuzsa                 |
| Henry bácsi                            | Stephen Root                       | Törköly Levente              |
| Varjak                                 | Stephen Root                       | Várday Zoltán Barbinek Péter |
| Tuffy, a pöttöm egér                   | Kath Soucie                        | Madarász Éva                 |
| Repülő majmok                          | N/A                                | Kajtár Róbert Csuha Lajos    |

## Televíziós megjelenések
HBO, HBO Comedy, HBO 2, Boomerang 